# 중성자 포획
중성자 포획(Neutron capture)은 원자핵 주변의 중성자 밀도 및 온도에 따라 크게 두 경우로 나뉜다. 하나는 밀도 및 온도가 높은 경우로 중성자 포획이 수 초 정도로 빠르게 진행되는 R-과정이며 주로 초신성에서 발생한다. 다른 하나는 밀도 및 온도가 낮은 경우로 수 천 년 정도의 오랜 시간 동안 중성자 포획이 진행되는 S-과정이며 주로 적색거성에서 일어난다.

## 같이 보기
- P-과정 - 양성자 포획 과정